# Béla Varga (lutte)
Béla Varga (2 juin 1888 – 4 avril 1969) était un lutteur hongrois qui participa aux Jeux olympiques d'été de 1912 à Stockholm et aux Jeux olympiques d'été de 1924 à Paris. Il remporta la médaille de bronze dans la catégorie poids mi-lourd en 1912.